# Demarchus
Demarchus is een geslacht van kevers uit de familie bladkevers (Chrysomelidae).
De wetenschappelijke naam van het geslacht werd in 1887 gepubliceerd door Martin Jacoby.

## Soorten
- Demarchus nigriceps Chen & Wang, 1988